# Salvación (Pérou)
Salvación est un village péruvien de la région de Madre de Dios dans la province de Manu et le district de Manu.